# Mika Kallio

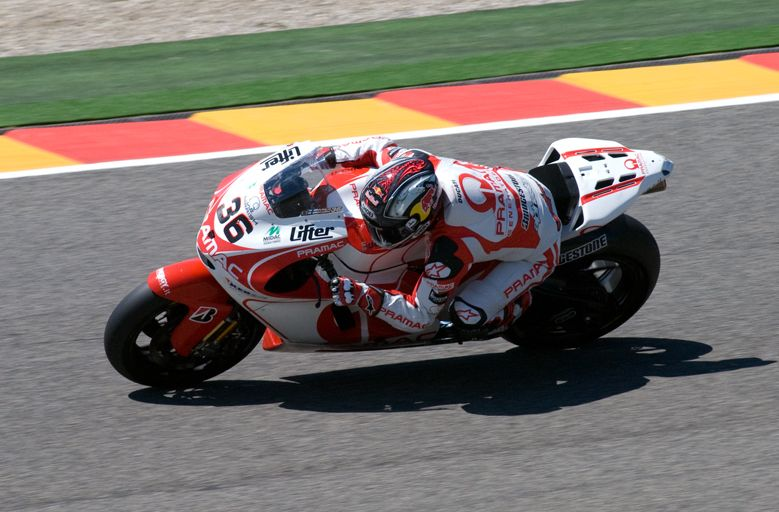
Kallio auf Ducati beim Großen Preis von Italien 2009

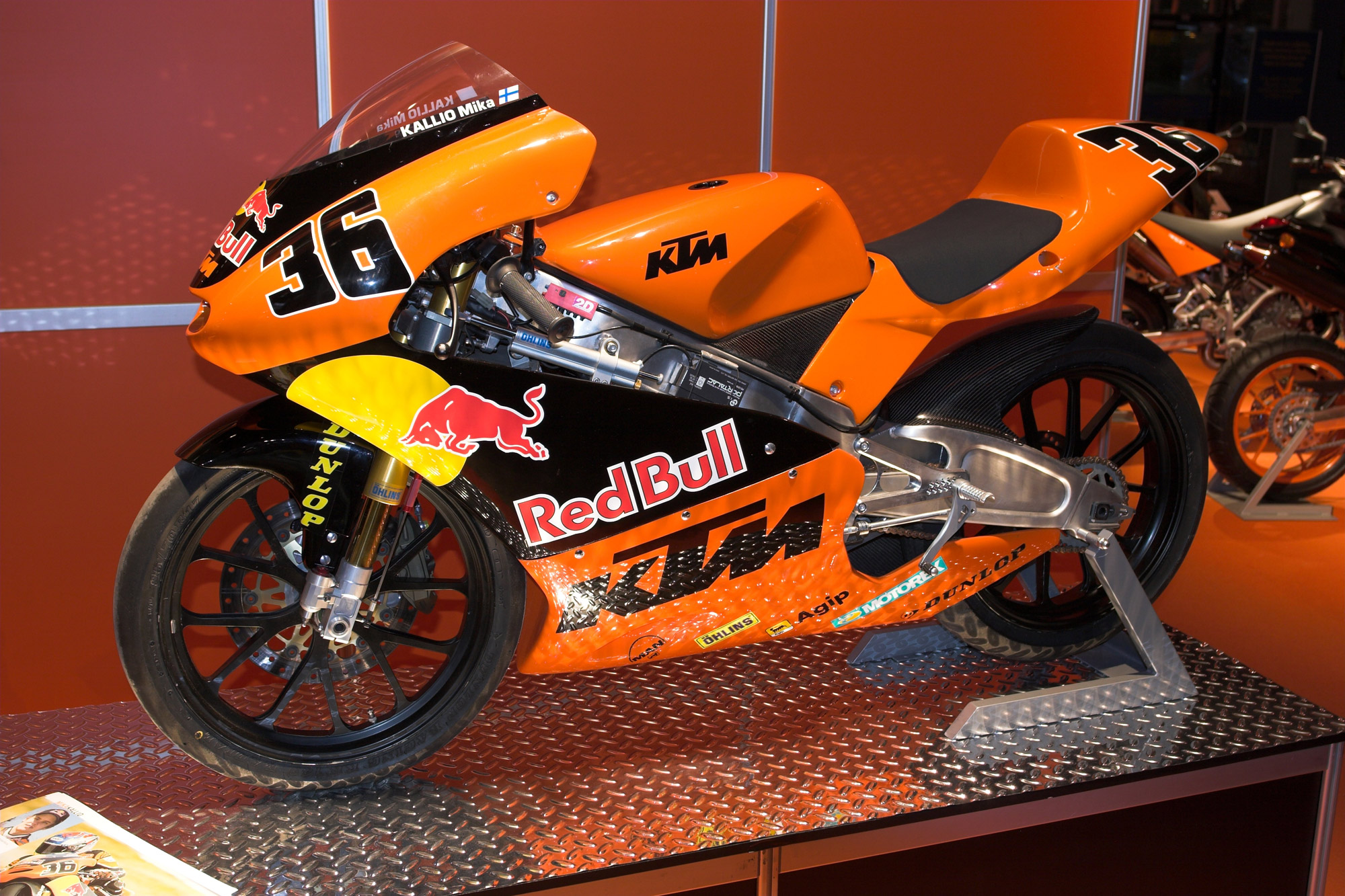
Mika Kallios 125-cm³-KTM

Mika Kallio (* 8. November 1982 in Valkeakoski) ist ein finnischer Motorradrennfahrer.
Sein größter Erfolg bisher ist die Vizeweltmeisterschaft in der 125-cm³-Klasse in den Jahren 2005 und 2006 auf KTM sowie in der Moto2-Klasse 2014 auf Kalex. Seine Startnummer ist seit einigen Jahren die 36.

## Karriere
Mika Kallio begann laut eigener Aussage erst mit 14 Jahren mit dem Motorradrennsport. Im Jahr 1997 wurde er Zweiter in der RR-B125-cm³-Klasse der finnischen Meisterschaft, auch in der finnischen Eisspeedway-Meisterschaft belegte er Rang zwei. Im folgenden Jahr erreichte er in der finnischen Straßenmeisterschaft sowie im Iceracing den dritten Platz. 1999 gelang ihm sein erster Titel. Er wurde finnischer Straßenmeister. Außerdem gelang ihm ein zweiter Platz in der nordischen Meisterschaft in der RR-125-cm³-Klasse. Im Jahr 2000 konnte Kallio diese Meisterschaft dann gewinnen. Zudem wiederholte er seine Titel in der finnischen Straßenmeisterschaft und im Iceracing.
Im Jahr 2001 stieg er in die Internationale Deutsche Motorradmeisterschaft (IDM) ein und wurde auf Anhieb Fünfter im Endklassement. Zudem gab er beim Großen Preis von Deutschland auf dem Sachsenring sein Debüt in der 125-cm³-Klasse der Motorrad-Straßenweltmeisterschaft.
Im Jahr 2002 bestritt Mika Kallio seine erste vollständige Saison in der 125-cm³-WM auf einer Honda im Team Ajo Motorsport und wurde Gesamtelfter. Diese Leistung wurde von der Sportpresse mit dem Titel Rookie of the Year der 125-cm³-Klasse honoriert.
In der Saison 2003 konnte er seinen elften Platz in der Gesamtwertung wiederholen. Aufsehen erregte dabei vor allem sein Wechsel von Honda zum Neueinsteiger KTM während der Saison, wo er den glücklosen Weltmeister des Vorjahres, Arnaud Vincent, ablöste und die bis dahin unter den Erwartungen gebliebenen Resultate des Herstellers stark verbesserte. Beim drittletzten Saisonlauf, dem Großen Preis von Malaysia gelang Kallio mit Rang zwei sogar sein erster Podestplatz.
Die Saison 2004 lief für Mika Kallio hingegen nicht so erfolgreich ab, er hatte oft mit Fahrwerksproblemen an seiner KTM zu kämpfen und blieb mit dem zehnten Platz im Gesamtklassement hinter den Erwartungen zurück. Im Iceracing wurde er hingegen in der 125-cm³- und in der 500-cm³-Klasse wiederum Meister seines Heimatlandes.
Die Saison 2005 wurde die bis dahin erfolgreichste in der Karriere des Finnen. Bereits beim zweiten Saisonlauf, dem Großen Preis von Portugal in Estoril, gelang ihm sein erster Sieg für KTM. Es folgen noch drei weitere Siege, insgesamt zehn Podiumsplätze, sowie acht Pole-Positions. Nach einem spannenden Zweikampf mit dem Schweizer Thomas Lüthi, wurde Mika Kallio mit fünf Punkten Rückstand schließlich Vizeweltmeister der 125-cm³-Klasse. Bei KTM konnte man sich über diesen Erfolg jedoch nicht so recht freuen, da der zweite Fahrer, der Ungar Gábor Talmácsi, Kallio beim Großen Preis von Katar, entgegen der Stallorder, die Sieg vor der Nase wegschnappte und den Finnen so um wichtige WM-Punkte gebracht hatte. Außerdem gingen Mika Kallio bei einigen selbst verschuldeten Stürzen weitere wichtige Zähler verloren. Dennoch wurde er als „Qualifyer of the year 125-cm³“ ausgezeichnet und gewann die finnische 125-cm³-Iceracing-Meisterschaft.
In der Saison 2006 gelang es Mika Kallio, seinen Vizeweltmeistertitel zu wiederholen. Dabei musste er sich dieses Mal dem überragenden Fahrer der Saison, dem Spanier Álvaro Bautista, geschlagen geben. Obwohl Kallio viel konstanter fuhr als 2005 und keinerlei Ausfälle durch Fahrfehler zu beklagen hatte, verlor er den WM-Titel deutlich, mit 76 Punkten Rückstand auf den Bautista, der die Meisterschaft auch wegen seiner in diesem Jahr der KTM überlegenen Aprilia gewinnen konnte. Dennoch war Kallios Saisonbilanz mit drei Siegen, sieben zweiten und einem dritten Platz wiederum achtenswert. In Finnland wurde er in einer Abstimmung der öffentlich-rechtlichen Rundfunkanstalt YLE und der Motorsportsendung Ruutulippu bereits zum zweiten Mal in Folge zum „Racer of the year“ gewählt. Jeder Dritte nominierte dabei Kallio, der sich gegen den Formel-1-Piloten Kimi Räikkönen durchsetzte.
Die Saison 2007 und die Saison 2008 wird Kallio zusammen mit dem Japaner Hiroshi Aoyama als KTM-Werksfahrer in der 250-cm³-Klasse bestreiten. 2007 gewann er zwei Rennen und wurde Siebter, 2008 verbesserte er sich auf Rang drei und gewann drei Rennen. 2007 war er Aoyama noch knapp unterlegen, 2008 konnte er ihn deutlich schlagen.
Zur Saison 2009 stieg Kallio für Pramac Racing in die MotoGP-Klasse auf. Es lief nicht so wie erhofft und er wurde mit drei achten Plätzen 15. 2010 lief es noch schlechter und er wurde 17.
2011 kehrte Kallio für Suter und das Marc VDS Racing Team in die 250-cm³-Klasse zurück, aus der inzwischen die Moto2-Klasse geworden war. Beim letzten Rennen wurde er Zweiter, davor hatte er allerdings neunmal die Punkte verfehlt und er wurde somit nur 16., ein weiteres Top-5-Ergebnis war ihm auch nicht gelungen.
2012 schaffte Kallio, nachdem er zu Kalex gewechselt war, ebenfalls nur einen Podiumsplatz (einen zweiten Platz beim Großen Preis von Deutschland), jedoch erreichte er diesmal 13-mal die ersten zehn und verbesserte sich somit auf den sechsten Gesamtrang.
In der Saison 2013 gewann Kallio den Großen Preis von Tschechien und wurde Vierter in der Gesamtwertung.
Seit der Saison 2016 fährt Kallio in der MotoGP-Klasse für KTM.

## Statistik

### Erfolge
- 2009 – MotoGP-Rookie of the Year auf Ducati
- 16 Grand-Prix-Siege

### In der Motorrad-Weltmeisterschaft
(Stand: Saisonende 2020)
| Saison | Klasse  | Motorrad | Rennen | Siege | Podien | Poles | Punkte | Ergebnis |
| ------ | ------- | -------- | ------ | ----- | ------ | ----- | ------ | -------- |
| 2001   | 125 cm³ | Honda    | 2      | –     | –      | –     | 0      | –        |
| 2002   | 125 cm³ | Honda    | 16     | –     | –      | –     | 78     | 11.      |
| 2003   | 125 cm³ | KTM      | 16     | –     | 1      | –     | 88     | 11.      |
| 2004   | 125 cm³ | KTM      | 16     | –     | 1      | –     | 86     | 10.      |
| 2005   | 125 cm³ | KTM      | 16     | 4     | 10     | 8     | 237    | 2.       |
| 2006   | 125 cm³ | KTM      | 16     | 3     | 11     | 4     | 262    | 2.       |
| 2007   | 250 cm³ | KTM      | 17     | 2     | 4      | 2     | 157    | 7.       |
| 2008   | 250 cm³ | KTM      | 16     | 3     | 6      | –     | 196    | 3.       |
| 2009   | MotoGP  | Ducati   | 16     | –     | –      | –     | 71     | 15.      |
| 2010   | MotoGP  | Ducati   | 16     | –     | –      | –     | 43     | 17.      |
| 2011   | Moto2   | Suter    | 16     | –     | 1      | –     | 61     | 16.      |
| 2012   | Moto2   | Kalex    | 17     | –     | 1      | –     | 130    | 6.       |
| 2013   | Moto2   | Kalex    | 17     | 1     | 4      | 1     | 188    | 4.       |
| 2014   | Moto2   | Kalex    | 18     | 3     | 10     | 3     | 289    | 2.       |
| 2015   | Moto2   | Kalex    | 13     | –     | –      | –     | 72     | 15.      |
| 2015   | Moto2   | Speed Up | 5      | –     | –      | 0     | 72     | 15.      |
| 2016   | MotoGP  | KTM      | 1      | –     | –      | –     | 0      | 28.      |
| 2017   | MotoGP  | KTM      | 4      | –     | –      | –     | 11     | 24.      |
| 2018   | MotoGP  | KTM      | 2      | –     | –      | –     | 6      | 25.      |
| 2019   | MotoGP  | KTM      | 6      | –     | –      | –     | 7      | 26.      |
| 2020   | MotoGP  | KTM      | 1      | –     | –      | –     | 0      | 24.      |
| Gesamt | Gesamt  | Gesamt   | 247    | 16    | 49     | 18    | 1982   |          |